# محمدآباد خرزه
محمدآباد خرزه، روستایی از توابع بخش مرکزی شهرستان دهگلان در استان کردستان ایران است.

## جمعیت
این روستا در دهستان ئیلاق شمالی قرار دارد و براساس سرشماری مرکز آمار ایران در سال ۱۳۸۵، جمعیت آن ۶۴ نفر (۱۴خانوار) بوده‌است.